# Benjamin Simpson
Sir Benjamin Simpson KCIE (31. března 1831 – 27. června 1923) byl britský chirurg a fotograf, který sloužil v indické lékařské službě Bengálsko od roku 1853 do roku 1890  Jeho fotografie Kandaháru z konce 19. století Quetta, Bombay, hrobky Amheda Šáha, Baba Wali Kotal, Idgah Gate, Durani, Chilzina, Tukatoo a Kirka Sharif byly shromážděny v albech. Vzhledem k tomu, že fotografie byly seskupeny s fotografiemi Johna Burkeho a dalších, nelze mnohým připsat jednoznačné autorství.

## Životopis
Simpson byl členem Bengálské fotografické společnosti a vytvořil 80 fotografií seskupených jako Rasové typy severní Indie, které vystavil na Londýnské mezinárodní výstavě v roce 1862 a získal zlatou medaili. Navštívil také Assam v roce 1867 a 1868 produkující ilustrace pro deskriptivní etnologii Bengálska publikovanou v roce 1872. Jeho fotografie byly také použity v osmidílné sérii The People of India publikované v letech 1868–1875. Simpson také fotografoval scény během druhé afghánské války v letech 1879–1880 v Kandaháru v Afghánistánu. Vydalo je nakladatelství Bourne & Shepherd. 
Dne 15. února 1887 byl v první skupině lidí jmenován rytířským velitelem Řádu indické říše (KCIE).

## Galerie

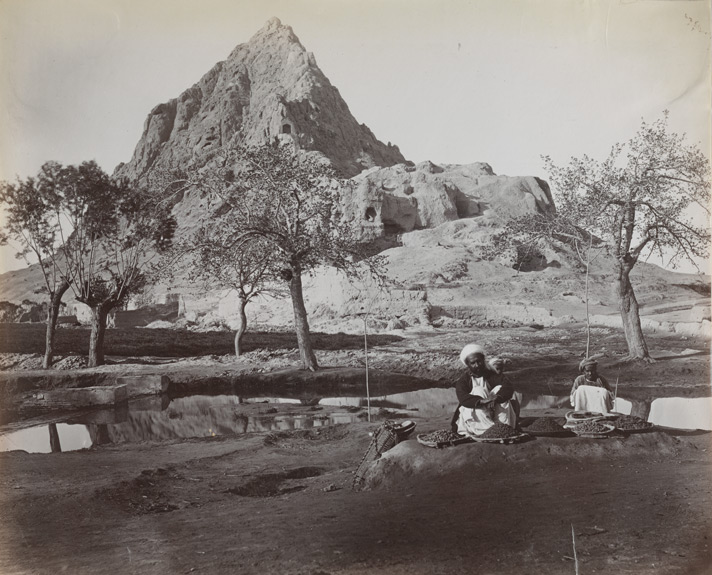
Chilzina, Kandahár, asi 1881
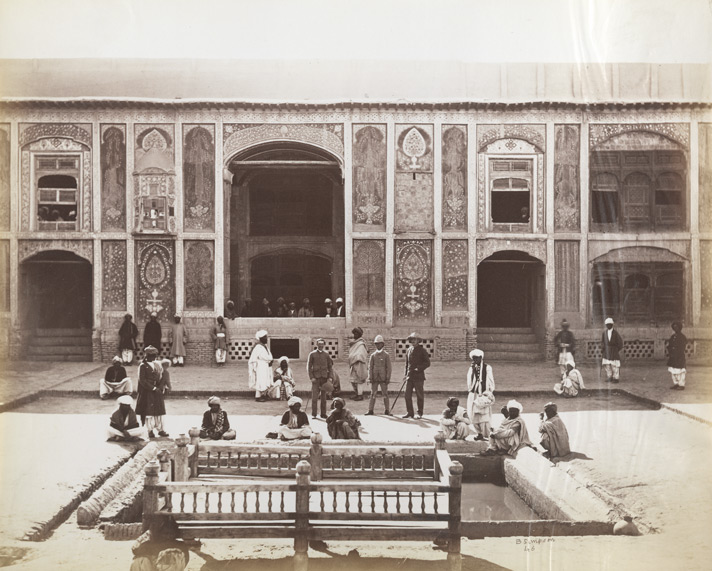
Courtyard of Wali Sher Ali, 1881
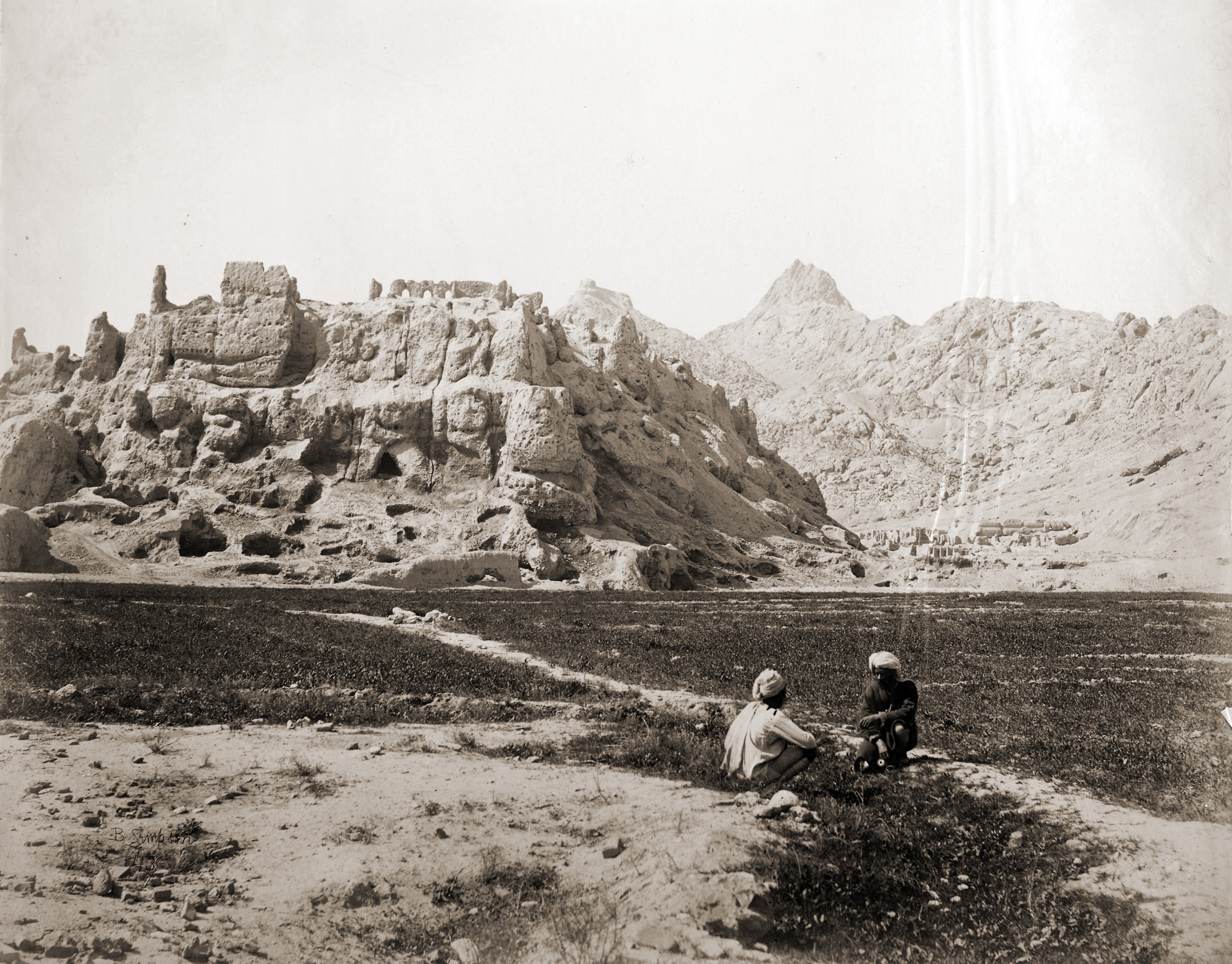
Zříceniny citadely ve Starém Kandaháru, 1881
- Afghanistan, album s fotografiemi Simpsona, Johna Burkeho a dalších
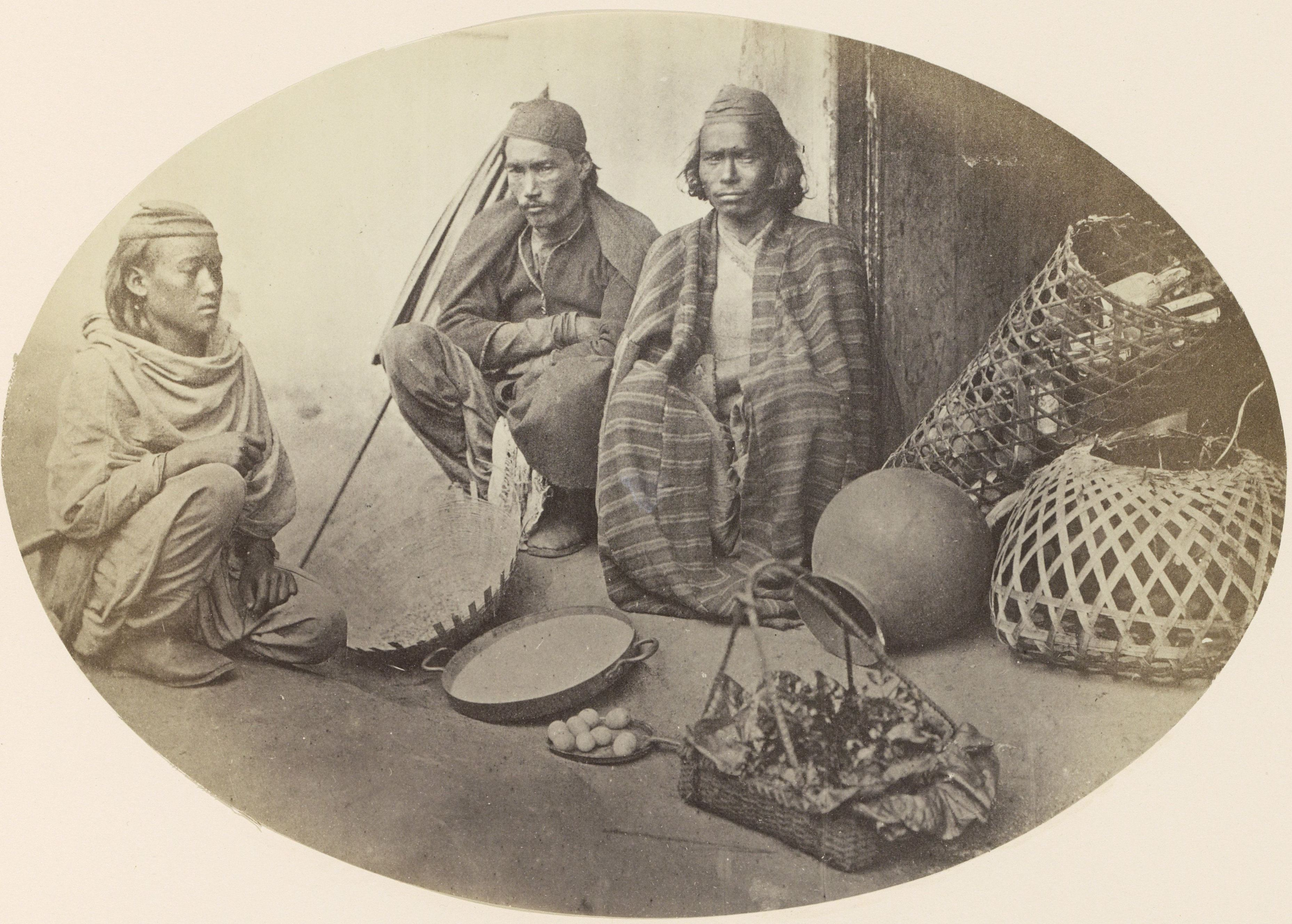
Nepál
Kandahár
Kandahár
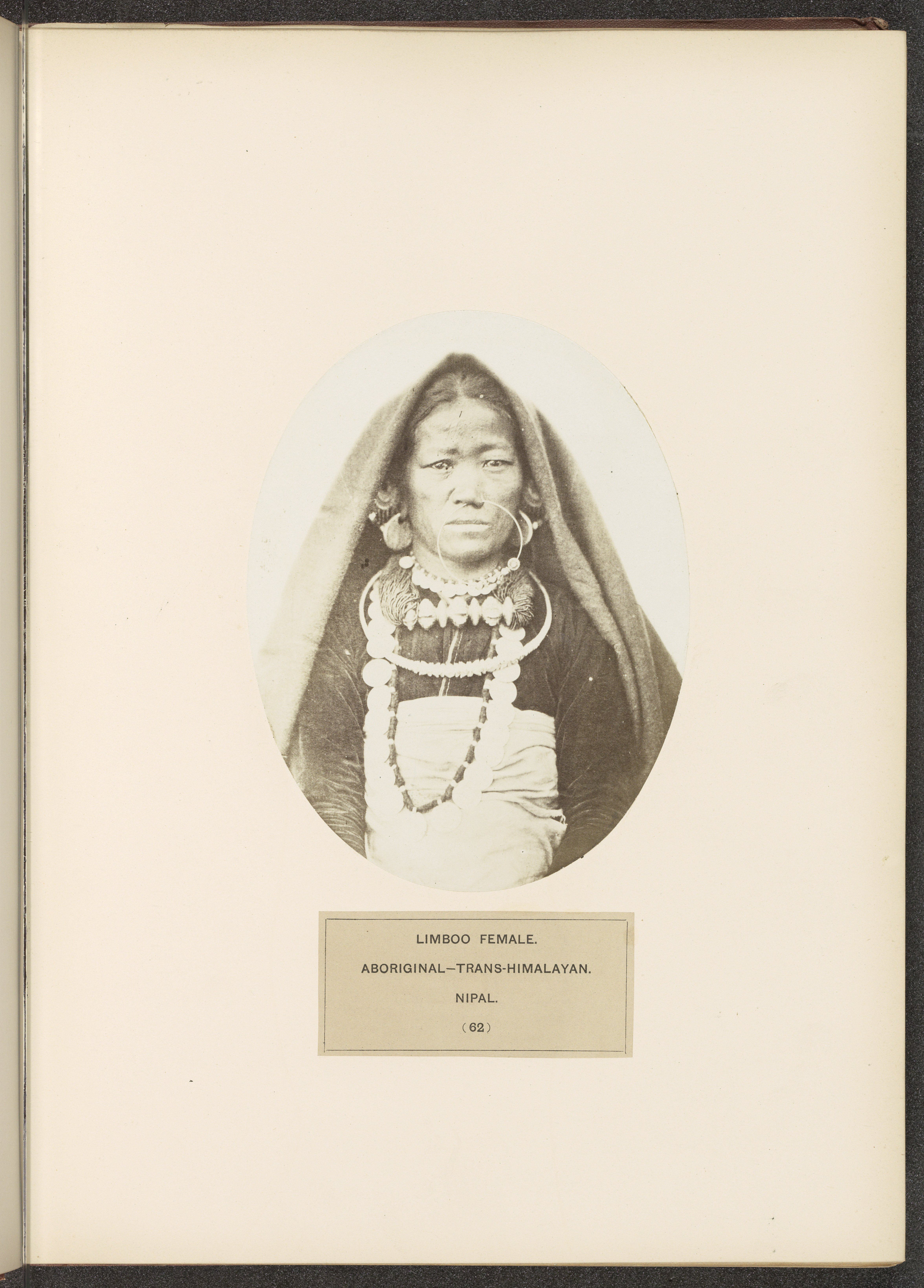
Nepál